# Sansón y Goliat
El joven Sansón y Goliat (Young Samson & Goliath) o simplemente Sansón y Goliat (Samson & Goliath) es una serie de televisión animada producida por Hanna-Barbera Productions. Aunque podría pensarse que, debido a su formato, su gran carga de acción y su género y efectos de sonido afines con muchos otros programas similares de Hanna-Barbera, la serie fue creada por el famoso dibujante Alex Toth, en realidad esto no se sabe con exactitud, aunque podría ser cierto ya que este fue también el responsable de otro de los famosos programas que en ese momento se transmitía a través de la misma cadena: Birdman y el trío galaxia. Fue estrenado el sábado 9 de septiembre de 1967, al mismo tiempo que otro famoso par de dibujos de acción de la misma productora: Shazzan y Los Herculoides y tuvo un total de 20 episodios. En emisiones posteriores durante la década de los años 70, , fue puesto junto con otro programa de Hanna-Barbera: Meteogro y los niñonautas del espacio, que había sido también transmitido por la NBC.
El programa toma como inspiración a los personajes bíblicos de Sansón y Goliat. Inicialmente su título era "Sansón y Goliat", pero luego fue modificado a "Young Samson and Goliat", para que así no fuera confundido con el programa Davey y Goliat, que estaba en aquel momento en el aire.

## Transmisión
El joven Sansón y Goliat fue emitida en los Estados Unidos por la cadena NBC los sábados desde el 9 de septiembre de 1967 hasta el 7 de septiembre de 1968. El joven Sansón y Goliat tuvo 20 episodios de 9 minutos de duración cada uno.

## Argumento
La serie trata de las aventuras de un adolescente llamado Sansón y de su perro de nombre Goliat. Mientras ellos viajan en un scooter alrededor de los Estados Unidos u otras partes del mundo, suele surgir algún problema (causado por un científico malvado, por extraterrestres, espías  o por un supervillano) en el lugar donde Sansón y Goliat se encuentran. En ese momento Sansón exclama: "¡Necesitamos el poder de Sansón!", junta y golpea dos brazaletes dorados que trae consigo para convertirse en un superhéroe adulto de gran fuerza. Al dar Sansón un segundo golpe con sus brazaletes su perro se transforma en un gigantesco león poderoso. 
En su nueva forma Sansón es capaz de hacer grandes saltos, lo que genera la impresión de que estuviera volando, así como de dirigir ondas de choque desde sus brazaletes. Bajo la figura del león, Goliat posee mucha fuerza, da saltos similares a los de Sansón, emite rayos de energía desde sus ojos y hace añicos objetos con sus sonoros rugidos. 
Además, con un tercer golpe de sus brazaletes, y al grito de "¡Necesitamos el poder de Supersansón!", Sansón es capaz de aumentar más sus poderes y los de su compañero, en caso de necesitarlo. Al contrario de la mayoría de los superhéroes comunes, los dos no esconden sus identidades, tanto así que muchos de sus amigos (agentes del gobierno, astronautas, etc) saben que al estar el muchacho y su perro ahí, están a salvo del peligro. Sin embargo, algo curioso es que la transformación de Sansón y Goliat a la normalidad nunca fue vista durante los capítulos de la serie. Además, y como frecuentemente sucedía con la mayoría de series sobre superhéroes creadas por Hanna-Barbera, nunca se reveló el origen de Sansón y Goliat, ni cómo obtuvieron sus superpoderes.
La serie fue bien recibida y gozó de gran popularidad, no solo por los dibujos de los magníficos paisajes que los héroes visitaban, sino también por su intensa carga de acción y tensión que desarrollaba la trama en todo momento. Debido a su género, los escritores de la serie lograban fusionar muchos elementos (incluyendo la ciencia ficción) para el desarrollo de lo que se refiere a escenarios, villanos, armas e historias.

## Personajes
Algunos personajes de esta serie son los siguientes:
- El joven Sansón: Sansón es un adolescente aventurero, de carácter noble, generoso y amable. Viste una camiseta blanca, pantalón de mezclilla azul, cinturón marrón, pulseras de oro, y botas color café.[3] Disfruta el andar en su motocicleta con su amigo Goliat, pero cuando surgen los problemas y los crímenes, está listo para actuar. Al transformarse en el poderoso Sansón, posee gran fuerza que le permite sostener con su cuerpo objetos que de no tenerla lo matarían, su voz cambia ligeramente y aumenta su valor. Es interpretado por el actor estadounidense Tim Matheson, quien previamente había hecho la voz del personaje de Jace, de la serie del Fantasma del Espacio.
- Goliat: Es el amigo y compañero inseparable de Sansón, un perro que, al dar Sansón un segundo golpe con sus brazaletes, se transforma en un enorme león capaz de lanzar rayos de energía desde sus ojos. Es capaz (como la mayoría de compañeros animales de superhéroes de Hanna-Barbera) de entender y ejecutar las órdenes que le da su compañero. Sus potentes rugidos son capaces de desintegrar y destruir estructuras aparentemente resistentes. Sus ladridos son interpretados por Don Messick, aunque algunos sitios afirman que fue interpretado por Mel Blanc.